# السابلية
في اللاهوت المسيحي، السابيلية هي الاعتقاد بأن هناك شخص واحد فقط (أقنوم في اللغة اليونانية في الجدل الآريوسي في القرن الرابع) في اللاهوت. على سبيل المثال، يعرّف هانسون السابيلية بأنها "رفض الاعتراف بالوجود المتميز للأشخاص" و"حُكم على يوستاثيوس بسبب السابيلية. كان إصراره على وجود حقيقة متميزة واحدة (أقنوم) في اللاهوت، وارتباكه بشأن التمييز بين الآب والابن والروح القدس سبباً في تعرضه لمثل هذه التهمة". وقد رفضت أغلب الكنائس المسيحية السابيلية، التي أُدينت باعتبارها بدعة.

## الملكية
ظهرت السابليانية لأول مرة في القرن الثاني في شكل الموناركية. في حين أن "هذه الحركة أطلقت على نفسها اسم "الملكيين"، فإن الآباء اليونانيين أطلقوا عليهم اسم "السابيليين"، حيث أن سابيليوس هو الشخص الذي وضع هذا المبدأ في شكله الفلسفي".
عارضت الملكية اللاهوت الكلمة. ابتداءً من أواخر القرن الثاني، كانت المسيحية غير اليهودية مهيمنة على لاهوت الكلمة الذي علم بوجود مكون من مرحلتين للكلمة: كان موجودًا دائمًا داخل الله ولكنه أصبح كائنًا منفصلاً - حقيقة مميزة - عندما قرر الله الخلق. يزعم الملوكيون أن "لاهوت المدافعين يتضمن انقسامًا في كينونة الله ووحدانيته وهو أمر غير مقبول" وأن لاهوت الكلمة يعلم بوجود خالقين وإلهين (الثنائية الإلهية)، وهو "متناقض مع التوحيد".
في الموناركية، "كان الآب والابن تعبيرين مختلفين عن نفس الكائن، دون أي تمييز شخصي بينهما. بعبارة أخرى، الآب هو الابن نفسه، وبالتالي يختبر نقاط ضعف الابن البشرية". "بكلمات نويتوس:... الآب... أصبح نفسه ابنه الخاص". "لذلك كان الله هو الذي ولد من عذراء واعترف بنفسه للبشرية باعتباره ابن الله. على الصليب، أودع الله روحه لنفسه، حيث تصرف وكأنه ميت، لكنه لم يكن ميتًا في الواقع، على الرغم من أنه أقام نفسه في اليوم الثالث".
كان ترتليان أحد علماء اللاهوت اللوجوسي وعارض بشدة المذهب الملكي. "إن الرسالة التي كتبها ترتليان ضد براكسياس تعتبر على نطاق واسع أعظم عمل كتبه ترتليان عن الثالوث. ولقد أطلق على وجهة النظر التي تبناها براكسياس اسم "modalism"، وذلك بفضل هذا الوصف الذي ظهر في كتاب "تاريخ العقيدة" لأدولف فون هارناك (1897). إن ترتليان ببساطة يصف خصمه بأنه " monarchian ".
"لقد صاغ أدولف فون هارناك مصطلح " Modalism " لهذه العقيدة في القرن الثاني، والتي كانت تشير إلى الثالوث على أنه يتكون من "ثلاثة أنماط أو جوانب لوجود إلهي واحد"."
وعلى غرار ترتليان، "أطلق عليهم الآباء اللاتينيون اسم "patripassians" لأنهم حددوا الآب والابن إلى حد جعلهم يعتقدون أن الآب هو الذي عانى ومات على الصليب".

## سابيليوس
سميت السابيلية بهذا الاسم نسبة إلى سابيليوس (ازدهر حوالي عام 215 ميلادي)، الذي قام بتدريس شكل منها في روما في القرن الثالث. لم يصلنا شيء من كتاباته، وكل ما هو معروف عنه يأتي من معارضيه، وهو ليس المصدر الأكثر موثوقية.
وصلت الملكية إلى سابيليوس من خلال تعاليم نويتوس وبراكسياس. تم طرد نويتوس من الكنيسة بعد فحصه من قبل المجلس، ويقال أن براكسياس تراجع عن آرائه الشكلانية في الكتابة، وقام بتدريس إيمانه السابق مرة أخرى.  كما تم طرد سابيليوس من الكنيسة بواسطة مجمع في الإسكندرية، وبعد تقديم شكوى بهذا الشأن إلى روما، انعقد مجمع ثانٍ في روما وحكم أيضًا ضد السابيليوسية.
يوهان لورينز فون موشيم ‏، عالم اللاهوت اللوثري الألماني الذي أسس المدرسة البراجماتية لمؤرخي الكنيسة،  زعم أن سابيليوس وصف الله بثلاثة بمعنى واحد ولكن واحدًا بمعنى آخر. "لقد تمسك سابيليوس بالوحدة البسيطة بين شخص الله وطبيعته."  ومع ذلك، فإن شكل السابيليوس الذي يدرسه ليس هو نفسه المذهب الملكي. ولم يكن يعتقد أن الآب والابن والروح القدس هم مجرد ثلاثة أسماء لنفس الحقيقة. "لقد آمن بأن التمييز بين الآب والابن والروح القدس، الموصوف في الكتاب المقدس، هو تمييز حقيقي، وليس مجرد تسمية أو اسمية."  لقد أكد أنه، تمامًا كما أن الإنسان هو شخص واحد، ولكنه له جسد ونفس وروح، فإن الله شخص واحد، ومع ذلك، في هذا الشخص، يمكن التمييز بين الآب والابن والروح القدس.
كان هيبوليتوس الروماني يعرف سابيليوس شخصيًا، وكتب كيف قام هو وآخرون بتوبيخ سابيليوس في كتابه دحض كل البدع ‏. كان يعلم أن سابيليوس يعارض اللاهوت الثالوثي، ومع ذلك فقد وصف الملكية الشكلية بأنها بدعة نويتوس، وليس بدعة سابيليوس.

## هومووسيوس
وقد ورد أن سابيليوس استخدم المصطلح اليوناني هومووسيان ( ὁμοούσιος "، "نفس المادة"، "متساويان في الجوهر")، وهو ما يستخدمه أيضًا قانون الإيمان النيقاوي. يصف المصطلح العلاقة بين الآب والابن. كان العديد من أتباع أثناسيوس يشعرون بالقلق بشأن هذا المصطلح. كان اعتراضهم هو أن هذا المصطلح كان يعتبر غير كتابي، ومثير للشكوك، و"من ميول سابيليوس".  بالنسبة لسابيليوس، فإن هذا المصطلح يعني أن الآب والابن كانا شخصًا واحدًا أساسيًا، يعملان كمظاهر أو أوضاع مختلفة.

## وجهات نظر متنافسة أخرى
يرى سيمونيتي أن الآريوسية "هي رد فعل متطرف ضد السابيلية التي كانت منتشرة في ذلك الوقت في الشرق". :95دعت الآريوسية إلى ثلاثة أقانيم. وتقدم وجهة النظر الثالوثية أيضًا ثلاثة أشخاص متميزين داخل اللاهوت، ولكن بينما علمت الآريوسية بثلاثة مواد متميزة، فإن عقيدة الثالوث تؤكد أن الأشخاص الثلاثة موجودون في مادة واحدة.

## التاريخ والتطور
اعتنق المسيحيون في برقة السابيلية، حيث كتب إليه ديونيسيوس، بطريرك الإسكندرية (الذي كان له دور فعال في حرمان السابيليوس في الإسكندرية)، رسائل تجادل ضد هذا الاعتقاد. كتب هيبوليتوس:
وهناك آخرون يقدمون سراً عقيدة أخرى، وهم من تلاميذ نويتوس، الذي كان من سكان سميرنا، وعاش منذ فترة ليست طويلة.... لقد أدخل هذا الشخص بدعة من عقائد هيراقليطس. ثم أصبح رجل معين يدعى إبيجونوس وزيراً وتلميذاً له، وقد نشر هذا الشخص أثناء إقامته في روما رأيه الملحد. لكن كليومينس، الذي أصبح تلميذه، وكان غريبًا عن الكنيسة في طريقة حياته وعاداته، كان معتادًا على تأكيد العقيدة (النويتية). وعلى نحو مماثل أيضًا، فإن نويتوس، وهو من مواليد سميرنا... أدخل (بيننا) هذه البدعة التي نشأت من شخص يدعى إبيجونوس. وصلت هذه الفكرة إلى روما، وتبناها كليومينس، واستمرت كذلك حتى يومنا هذا بين خلفائه.
اعتبر ترتليان أيضًا أن المودالية دخلت إلى الكنيسة من الخارج كفكرة جديدة، وعارضت العقيدة التي تم تلقيها من خلال الخلافة. وبعد أن عرض ترتليان فهمه لطريقة الإيمان التي تبنتها الكنيسة، وصف كيف أن "البسطاء" الذين يشكلون دوماً أغلبية المؤمنين غالباً ما يندهشون من فكرة وجود الله الواحد في ثلاثة، ويعارضون فهمه لـ "قاعدة الإيمان". ويزعم أنصار ترتليان أنه وصف "البسطاء" بأنهم الأغلبية، وليس أولئك الذين عارضوه بأنهم الأغلبية. وهذا ما استنتجه ترتليان من حجة مفادها أنهم كانوا يطرحون أفكارًا خاصة بهم لم يعلمها لهم شيوخهم:
أما نحن، كما فعلنا دائمًا (وخاصة منذ أن علمنا بشكل أفضل من قبل المعزي، الذي يقود الرجال حقًا إلى كل الحقيقة)، فإننا نؤمن أنه يوجد إله واحد فقط، ولكن في ظل التدبير التالي، أو οἰκονομία، كما يُسمى، فإن هذا الإله الوحيد له أيضًا ابن، كلمته، الذي انبثق من ذاته، والذي به كان كل شيء، وبغيره لم يكن شيء مما كان. "وإننا نؤمن أنه أرسله الآب إلى العذراء، وأنه ولد منها - كونه إنسانًا وإلهًا، ابن الإنسان وابن الله، وأنه دُعي باسم يسوع المسيح. ونؤمن أنه تألم ومات ودُفن، حسب الكتب المقدسة، وبعد أن أقامه الآب وأعاده إلى السماء، جلس عن يمين الآب، وأنه سيأتي ليدين الأحياء والأموات. الذي أرسل أيضًا من السماء من الآب حسب وعده، الروح القدس، المعزي، مقدس إيمان الذين يؤمنون بالآب والابن والروح القدس. إن قاعدة الإيمان هذه قد وصلت إلينا منذ بداية الإنجيل، حتى قبل أي من الهراطقة القدامى، وبالأخص قبل براكسياس، مدعي الأمس، وسوف يكون واضحًا من تأخر التاريخ الذي يميز كل الهرطقات، وأيضًا من الطابع الجديد تمامًا لبراكسياس الجديد. وفي هذا المبدأ أيضًا يجب علينا من الآن فصاعدًا أن نجد افتراضًا بنفس القوة ضد كل البدع مهما كانت - أن كل ما هو أولاً هو صحيح، في حين أن ما هو لاحق في التاريخ هو زائف.
إن البسطاء، في الواقع (لن أسميهم غير حكماء وغير متعلمين)، الذين يشكلون دائمًا أغلبية المؤمنين، يندهشون من التدبير (الثلاثة في واحد)، على أساس أن قاعدة إيمانهم ذاتها تسحبهم من تعدد آلهة العالم إلى الإله الواحد الحقيقي الوحيد؛ دون أن يفهموا أنه على الرغم من أنه الإله الواحد الوحيد، يجب أن نؤمن به مع إرادته الخاصة. إنهم يفترضون أن الترتيب العددي وتوزيع الثالوث هو تقسيم للوحدة؛ في حين أن الوحدة التي تستمد الثالوث من ذاتها بعيدة كل البعد عن التدمير، بل إنها في الواقع مدعومة به. إنهم يلقون علينا باستمرار بأننا وعاظ لإلهين وثلاثة آلهة، في حين ينسبون لأنفسهم الفضل في كونهم يعبدون الإله الواحد؛ تمامًا كما لو أن الوحدة نفسها مع الاستنتاجات غير العقلانية لا تنتج بدعة، وأن الثالوث إذا نظرنا إليه بعقلانية يشكل الحقيقة.
وفقًا للمودالية والسابليانية، يُقال إن الله هو شخص واحد فقط يكشف عن نفسه بطرق مختلفة تسمى الأنماط أو الوجوه أو الجوانب أو الأدوار أو الأقنعة (باليونانية: πρόσωπα؛ باللاتينية: personae) للإله الواحد، كما يدركه المؤمن، بدلاً من ثلاثة أشخاص أبديين داخل الألوهية، أو "ثالوث متساوٍ". يلاحظ أصحاب المذهب الشكلي أن الرقم الوحيد المنسوب صراحةً وبشكل متكرر إلى الله في العهد القديم هو واحد، ولا يقبلون تفسير هذا الرقم على أنه يدل على الاتحاد (أي تكوين 2: 24) عندما يتم تطبيقه على الله، ويجادلون في معنى أو صحة مقاطع العهد الجديد ذات الصلة التي استشهد بها الثالوثيون. 
الفاصلة اليوحناوية، والتي تعتبر عمومًا نصًا مزيفًا في رسالة يوحنا الأولى (1 يوحنا 5: 7) والمعروفة في المقام الأول من نسخة الملك جيمس وبعض إصدارات النص المتلقى، ولكنها غير مدرجة في النصوص النقدية الحديثة، هي مثال (الوحيد المذكور صراحةً) لكلمة ثلاثة التي تصف الله. يشير العديد من أتباع المذهب الشكلي إلى عدم وجود كلمة "الثالوث" في أي نص قانوني. 

يشير أصحاب المذهب الشكلي إلى مقاطع مثل تثنية 6: 4-5؛ تثنية 32: 12؛ 2ملوك 19: 15-19؛ أيوب 6: 10؛ أيوب 31: 13-15؛ مزمور 71: 22؛ مزمور 83: 16، 18؛ إش 42: 8؛ إش 45: 5-7؛ إش 48: 2، 9، 11-13؛ ملا 2: 8، 10؛ متى 19: 17؛ رومية 3: 30؛ 2كو 11: 2-3؛ غلاطية 3: 20؛ ويهوذا 1: 25 على أنها تؤكد أن كينونة الإله الواحد واحدة ثابتة، وعلى الرغم من أنها معروفة بعدة طرق، إلا أنها تستبعد أي مفهوم للتعايش الإلهي. وقد وصف هيبوليتوس تفكيرًا مشابهًا لنويتوس وأتباعه قائلاً:
والآن يسعون إلى إظهار أساس عقيدتهم من خلال الاستشهاد بالكلمة في الناموس: "أنا إله آبائكم. لا يكن لكم آلهة أخرى غيري"، ومرة أخرى في مقطع آخر: "أنا الأول، والآخر، وليس غيري أحد آخر". وبهذا يقولون إنهم يثبتون أن الله واحد... ولا نستطيع أن نعبر عن أنفسنا بطريقة أخرى، كما يقول؛ لأن الرسول يعترف أيضًا بإله واحد عندما يقول: "لمن هم الآباء، ومنهم المسيح حسب الجسد، الذي هو على الكل إله مبارك إلى الأبد."
يزعم أتباع مذهب الخمسينية الواحدية، وهو التعريف الذي يستخدمه بعض أتباع المذهب الوضعي الحديث، أن كولوسي 1: 12-20 يشير إلى علاقة المسيح بالآب بمعنى الأدوار المختلفة لله:
شاكرين الآب الذي أهلكم للمشاركة في ميراث القديسين في النور. لقد خلصنا من سلطان الظلمة ونقلنا إلى ملكوت ابنه الحبيب، الذي لنا فيه الفداء، أي غفران الخطايا. فهو صورة الله غير المنظور، وبكر كل خليقة. فإنه فيه خُلِقَ الكلُّ ما في السماوات وما على الأرض، ما يُرى وما لا يُرى، سواء كان عروشًا أم سيادات أم رياسات أم سلاطين. الكل به وله قد خُلِقَ. وهو قبل كل شيء، وفيه يقوم كل شيء. وهو رأس الجسد أي الكنيسة. هو البداءة والبكر من الأموات لكي يكون هو متقدماً في كل شيء. لأنه فيه سر الله أن يحل كل الملء، وأن يصالح به كل الأشياء إلى نفسه، سواء على الأرض أو في السماء، صانعاً السلام بدم صليبه.
ويستشهد أتباع كنيسة الخمسينية أيضًا بإجابة المسيح على سؤال فيليب عن هوية الآب في يوحنا 14: 10 لدعم هذا التأكيد:
أجاب يسوع: «أما تعرفني يا فيلبس بعد أن مكثت بينكم مدة طويلة؟ من رآني فقد رأى الآب. كيف تقول: أرنا الآب؟
يعتقد المسيحيون الثالوثيون أن الآيات مثل كولوسي 1: 12-20 تزيل كل شك معقول في أن الكتاب المقدس يعلم أن الابن، الذي هو كلمة الله (أي يوحنا 1: 1-3)، هو حرفيًا "حي"، وحرفيًا خالق كل شيء مع الله الآب وروح الله. في وجهة النظر الثالوثية، فإن الاستخدام المذكور أعلاه لا يأخذ يوحنا 14: 10 من سياقه المباشر فحسب، بل إنه يتعارض بشكل قاطع مع تطابق إنجيل يوحنا ككل، ويشتبه بشدة في أنه يطرح تساؤلات حول التفسير. يفهم الثالوثيون يوحنا 14: 10 على أنه مستوحى من آيات موازية مثل يوحنا 1: 14 ويوحنا 1: 18، ويؤكد على الاتحاد الأبدي بين الابن وأبيه:
والكلمة صار جسداً وحل بيننا، ورأينا مجده مجداً كما لوحيد من الآب مملوءاً نعمة وحقاً... الله لم يره أحد قط. الله الوحيد الذي هو في حضن الآب هو بيّنه.
إن العديد من التبادلات العقائدية بين الموداليسيين والثالوثيين تشبه ما ورد أعلاه. يشير الثالوثيون إلى مقاطع مثل تكوين 1: 26-27؛ تكوين 16: 11-13؛ تكوين 32: 24، 30؛ قض 6: 11-16؛ إش 48: 16؛ زك 2: 8-9؛ متى 3: 16-17؛ مرقس 13: 32؛ لوقا 12: 10؛ يوحنا 5: 18-27؛ يوحنا 14: 26-28؛ يوحنا 15: 26؛ يوحنا 16: 13-16؛ يوحنا 17: 5، 20-24؛ أعمال 1: 6-9؛ وعبرانيين 1: 1-3، 8-10 على أنها تؤكد أن كينونة الله الواحد هي شركة أبدية وشخصية ومتبادلة بين الآب [الله] والابن [كلمة الله] والروح القدس [روح الله].

في معرض تناول حقيقة عدم ظهور كلمة الثالوث في الكتاب المقدس، يؤكد الثالوثيون أن اللغة العقائدية خارج الكتاب المقدس غالبًا ما تلخص فهمنا للكتاب المقدس بطريقة واضحة وموجزة - ومن الأمثلة الأخرى حتى كلمات النمطية والوضع والدور - وأن استخدام مثل هذه اللغة لا يثبت في حد ذاته الدقة أو عدم الدقة. قد يكون المضمون الضمني الذي يشير إلى أن كلمة الثالوث اكتسبت استخدامًا شائعًا بعيدًا عن الإخلاص الدقيق والتقوي للكتاب المقدس مرتبطًا بالحجج الشخصية. وصف هيبوليتوس استجابته الخاصة لعقيدة نويتوس، مدعيًا أن الحقيقة أكثر وضوحًا من أي من وجهتي النظر المتعارضتين الآريوسية والسابيليانية:
وعلى هذا النحو، فإنهم اختاروا أن يعرضوا هذه الأمور، واستخدموا فئة واحدة فقط من المقاطع؛ تمامًا بنفس الطريقة الأحادية الجانب التي استخدمها ثيودوتوس عندما سعى إلى إثبات أن المسيح كان مجرد إنسان. ولكن لم يفهم أي من الطرفين الأمر بشكل صحيح، لأن الكتاب المقدس نفسه يدحض عبثهم ويشهد على الحقيقة. انظروا أيها الإخوة، ما هذه العقيدة المتهورة والجريئة التي أدخلوها... فمن ذا الذي لا يقول أن هناك إله واحد؟ ولكنه لن ينكر الاقتصاد [أي عدد الأشخاص وتوزيعهم في الثالوث] لهذا السبب. لذلك فإن الطريقة الصحيحة للتعامل مع هذه المسألة هي أولاً دحض التفسير الذي قدمه هؤلاء الرجال لهذه المقاطع، ثم شرح معناها الحقيقي.
قال ترتليان عن أتباع براكسياس:
فبعد دحضنا من جميع الجهات للتمييز بين الآب والابن، والذي نحافظ عليه دون تدمير اتحادهما الذي لا ينفصم... إنهم يسعون إلى تفسير هذا التمييز بطريقة تتفق مع آرائهم الخاصة: بحيث أنهم يميزون في شخص واحد اثنين، الآب والابن، معتبرين أن الابن هو جسد، أي إنسان، أي يسوع؛ والآب هو روح، أي الله، أي المسيح. وهكذا فإنهم، في حين يزعمون أن الآب والابن هما نفس الشيء، فإنهم في الواقع يبدأون بتقسيمهما بدلاً من توحيدهما."
إن المقارنة بين العبارة أعلاه لترتليان والبيان النموذجي التالي الذي أدلى به أتباع كنيسة الخمسينية الوحدانية اليوم أمر مدهش: "يسوع هو ابن الله حسب الجسد... والله نفسه حسب الروح..."  
إن شكل اسم الرب الذي يظهر في الآية التاسعة عشرة من الوصية العظمى، متى 28: 16-20، قد تم التحدث به تاريخيًا أيضًا أثناء المعمودية المسيحية، حيث يعتقد المسيحيون الثالوثيون أن الأشخاص الثلاثة المتميزين، وإن كانوا متأصلين، في الثالوث الأقدس قد تلقوا الشهادة من خلال معمودية يسوع. لا يستخدم العديد من الموداليستس هذا النموذج كاسم الرب. ويقترح أيضًا بعض نقاد كنيسة الخمسينية الوحدانية المعاصرين أن متى 28: 19 ليس جزءًا من النص الأصلي، لأن يوسابيوس القيصري اقتبسه بقوله "باسمي"، ولم يكن في ذلك المصدر أي ذكر للمعمودية في الآية. وقد استشهد يوسابيوس بصيغة "الثالوث" في كتاباته اللاحقة. (Conybeare ( مجلة Hibbert Journal i (1902-3)، الصفحة 102).
وقد تم اقتباس متى 28: 19 أيضًا في الديداكي (ديداكي 7: 1)، الذي يعود تاريخه إلى أواخر القرن الأول أو أوائل القرن الثاني) وفي الدياتسيرون (دياتسيرون 55: 5-7)، الذي يعود تاريخه إلى انسجام الأناجيل الإزائية في منتصف القرن الثاني. كما أن إنجيل متى العبري لشيم طوب (جورج هوارد)، والذي كتب في القرن الرابع عشر، لا يحتوي على أي إشارة إلى المعمودية أو صيغة "الثالوث" في متى 28:19.
ومع ذلك، فمن الصحيح أيضًا أنه لم يتم العثور على أي مخطوطة يونانية لإنجيل متى لا تحتوي على متى 28: 19. أقدم النسخ الباقية من إنجيل متى تعود إلى القرن الثالث، وهي تحتوي على متى 28:19. لذلك، يتفق العلماء بشكل عام على أن متى 28:19 من المرجح أن يكون جزءًا من إنجيل متى الأصلي، على الرغم من أن أقلية تعارض هذا.
في مقاطع من الكتاب المقدس مثل متى 3: 16-17 حيث يتم فصل الآب والابن والروح القدس في النص والشهادة، ينظر الموداليون إلى هذه الظاهرة على أنها تؤكد على حضور الله في كل مكان ‏، وقدرته على إظهار نفسه كما يشاء. يحاول أتباع مذهب الخمسينية والوحدانية التشكيك في العقيدة التقليدية للاتحاد الأبدي المشترك، في حين يؤكدون العقيدة المسيحية القائلة بأن الله يتجسد في صورة يسوع المسيح. مثل الثالوثيين، يؤكد أتباع الوحدانية أن يسوع المسيح هو الله الكامل والإنسان الكامل. ومع ذلك، يعتقد الثالوثيون أن "كلمة الله"، الشخص الثاني الأبدي من الثالوث، تجلى كابن الله من خلال اتخاذه للإنسانية لنفسه وتمجيد تلك الإنسانية إلى المساواة مع الله من خلال قيامته، في اتحاد أبدي مع لاهوته.
في المقابل، يعتقد أتباع الوحدانية أن الإله الواحد الوحيد الحقيقي - الذي يتجلى بأي طريقة يختارها، بما في ذلك الآب والابن والروح القدس (رغم أنه لم يختار أن يفعل ذلك بطريقة متزامنة إلى الأبد) - أصبح إنسانًا في الدور المؤقت للابن. وقد وضع العديد من أتباع مذهب الخمسينية الوحداني أيضًا تمييزًا نسطوريًا قويًا بين إنسانية يسوع وألوهيته كما في المثال بالمقارنة مع بيان ترتليان أعلاه.
يعتبر أتباع مذهب الخمسينية الوحدانية وغيرهم من أتباع المذهب الشكلاني من قبل الروم الكاثوليك والأرثوذكس اليونانيين ومعظم المسيحيين السائدين الآخرين هرطوقيين لإنكارهم الوجود الحرفي لابن الله الحبيب من السماء، بما في ذلك كيانه الأبدي؛ ورفضهم للخلافة المباشرة للهبات والسلطة الرسولية من خلال رسامة الأساقفة المسيحيين؛ ورفضهم لهوية المسيحيين السائدين باعتبارهم جسد وكنيسة الله التي أسسها المسيح؛ ورفضهم لتأكيدات المجامع المسكونية مثل مجامع نيقية والقسطنطينية، بما في ذلك الثالوث الأقدس.
في حين أن العديد من الوحدويين هم آريوسيون، فإن الموداليين يميزون أنفسهم عن الوحدويين الآريوسيين أو شبه الآريوسيين من خلال التأكيد على ألوهية المسيح الكاملة، في حين أن كل من وجهات النظر الآريوسية وشبه الآريوسية تؤكد أن المسيح ليس من جوهر واحد (باليونانية: οὐσία ) مع، وبالتالي ليس مساويا لله الآب. وضع ديونيسيوس، أسقف روما، فهم المسيحية التقليدية فيما يتعلق بكل من الآريوسية والسابيليانية في كتابه ضد السابيليين، حوالي عام 1850. 262م. وقد أوضح، على غرار هيبوليتوس، أن الخطأين يقعان في طرفين متعاكسين في محاولة فهم ابن الله، فالآريوسية تسيء استخدام فكرة أن الابن متميز بالنسبة للأب، والسابيليانية تسيء استخدام فكرة أن الابن متساوٍ بالنسبة للأب. كما رفض فكرة وجود ثلاثة آلهة باعتبارها خطأ.
في حين قد يبدو أن الآريوسية والسابليانية متعارضتان تمامًا، حيث تدعي الأولى أن المسيح مخلوق والثانية تدعي أن المسيح هو الله، إلا أن كلاهما ينكران بشكل مشترك الاعتقاد الثالوثي بأن المسيح هو الله الأزلي في بشريته، وأن هذا هو أساس أمل الإنسان في الخلاص. "واحد، ليس بتحويل اللاهوت إلى جسد، بل باتخاذ الناسوت إلى الله."

إن رواية هيبوليتوس لحرمان نويتوس من الكنيسة هي كما يلي:
ولما سمع الشيوخ المباركون هذا استدعوه إلى الكنيسة وفحصوه. ولكنه أنكر في البداية أن يكون لديه مثل هذه الآراء. ولكن بعد ذلك، لجأ إلى بعض الناس، وجمع حوله بعض الآخرين الذين اعتنقوا نفس الخطأ، وأراد بعد ذلك أن يدافع عن عقيدته علانية على أنها صحيحة. ثم استدعاه الشيوخ المباركون أيضًا أمامهم وفحصوه. "ولكنه وقف في وجههم قائلاً: "فأي شر أصنع إذًا في تمجيد المسيح؟" فأجابه الشيوخ: "نحن أيضًا نعرف إلهًا واحدًا حقًا، نعرف المسيح، ونعلم أن الابن تألم كما تألم، ومات كما مات، وقام في اليوم الثالث، وهو عن يمين الآب، ويأتي ليدين الأحياء والأموات. وهذه الأشياء التي تعلمناها نصدقها". وبعد فحصه، طردوه من الكنيسة. ولقد بلغ من الكبرياء مبلغاً جعله يؤسس مدرسة.
لقد تركت منظمات الخمسينية الوحدانية اليوم تنظيمها الأصلي عندما تبنى مجلس من قادة الخمسينية رسميًا الثالوث، وأنشأوا المدارس منذ ذلك الحين.
يلاحظ إبيفانيوس (هيرس 62) حوالي عام 375 أن أتباع سابيليوس كانوا لا يزالون موجودين بأعداد كبيرة، سواء في بلاد ما بين النهرين أو في روما. أعلن المجمع الأول للقسطنطينية عام 381 في القانون السابع والمجمع الثالث للقسطنطينية عام 680 في القانون التاسع والتسعين أن معمودية سابيليوس غير صالحة، مما يشير إلى أن السابيلية كانت لا تزال موجودة.

## المعارضة الحالية
في حين يسعى أتباع مذهب الخمسينية الوحدانية إلى التمييز بين أنفسهم وبين السابيلية القديمة، فإن علماء اللاهوت المعاصرين مثل جيمس ر. وايت وروبرت موري ‏ لا يرون أي فرق كبير بين بدعة السابيلية القديمة وعقيدة الوحدانية الحالية. يعتمد هذا على إنكار أتباع كنيسة الخمسينية الوحدانية للثالوث، معتقدين أنه لا يوجد تمييز بين الآب والابن والروح القدس. يرى هؤلاء اللاهوتيون أن السابيلية، والباتريباسيانية، والملكية الشكلانية، والوظيفية، ويسوع فقط، والأب فقط، والخمسينية الوحدانية مستمدة من عقيدة أفلاطونية مفادها أن الله كان مونادًا غير قابل للتجزئة ولا يمكن تمييزه كأشخاص متميزين.

## روابط خارجية
- "Sabelianismo" (بinglês). Encyclopædia Britannica. Archived from the original on 2008-05-28. Retrieved 12/02/2011. {{استشهاد ويب}}: تحقق من التاريخ في: |تاريخ الوصول= (help)صيانة الاستشهاد: لغة غير مدعومة (link)